# Immortal (album Beth Hart)
Immortal – pierwszy album studyjny amerykańskiej piosenkarki Beth Hart. Wydawnictwo ukazało się 21 maja 1996 roku nakładem wytwórni muzycznych Lava Records i Atlantic Records. Płyta spotkała się z komercyjnym niepowodzeniem sprzedając się w trzy lata od premiery w nakładzie 13 tys. egzemplarzy w USA.

## Lista utworów
Opracowano na podstawie materiału źródłowego.
| Nr  | Tytuł utworu                | Autorzy                    | Długość |
| --- | --------------------------- | -------------------------- | ------- |
| 1.  | „Run”                       | Beth Hart, Jimmy Khoury    | 4:08    |
| 2.  | „Spiders In My Bed”         | Hart                       | 4:44    |
| 3.  | „Isolation”                 | Hart, Khoury, Tal Herzberg | 5:17    |
| 4.  | „Hold Me Through The Night” | Hart, Khoury               | 4:08    |
| 5.  | „State Of Mind”             | Hart, Khoury, Herzberg     | 2:51    |
| 6.  | „Burn Chile”                | Hart, Khoury, Herzberg     | 4:10    |
| 7.  | „Immortal”                  | Hart, Khoury, Herzberg     | 4:23    |
| 8.  | „Summer Is Gone”            | Hart                       | 4:44    |
| 9.  | „Ringing”                   | Hart, Khoury, Herzberg     | 3:06    |
| 10. | „God Bless You”             | Hart, Khoury               | 3:10    |
| 11. | „Am I The One”              | Hart                       | 6:39    |
| 12. | „Blame The Moon”            | Geoffrey Tozer             | 2:43    |
|     |                             |                            | 50:03   |